# Cầu vồng đơn sắc

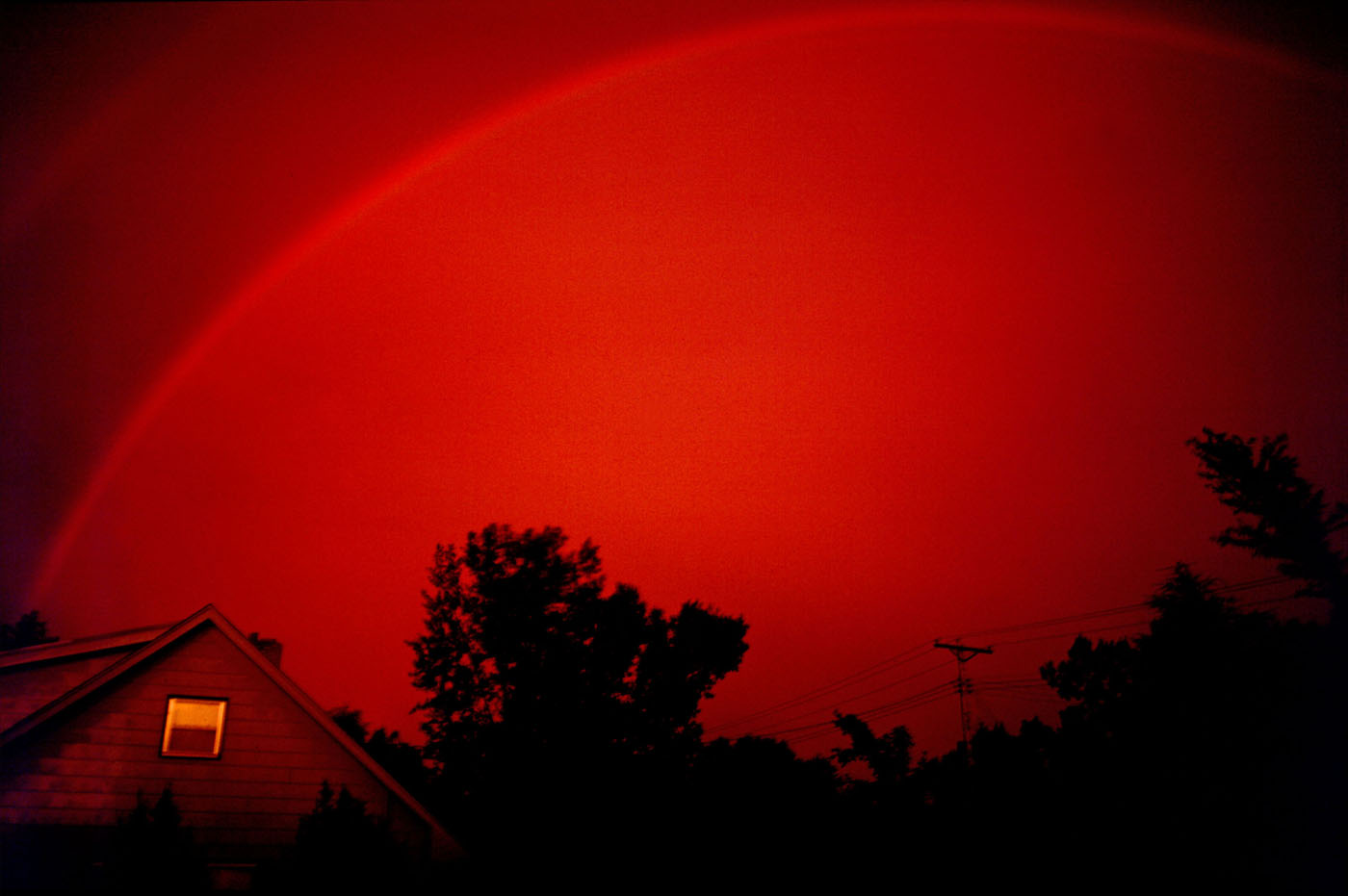
Bức ảnh không được nâng cấp của một cầu vồng đỏ, chụp gần Minneapolis tháng 7 năm 1980

Cầu vồng đơn sắc hay Cầu vồng đỏ là một hiện tượng quang học và khí tượng học, một biến thể hiếm hoi của cầu vồng nhiều màu thường thấy. Quá trình hình thành của nó giống hệt với cầu vồng bình thường (cụ thể là sự phản xạ/khúc xạ ánh sáng trong những giọt nước), sự khác biệt là cầu vồng đơn sắc đòi hỏi Mặt Trời ở gần đường chân trời; tức là gần lúc Mặt Trời mọc hay Mặt Trời lặn. Do góc thấp của Mặt Trời, ánh sáng phải truyền qua một khoảng cách lớn hơn qua bầu khí quyển, các bước sóng ngắn hơn của ánh sáng, chẳng hạn như màu xanh, xanh lá cây và vàng bị tán xạ đi và để lại chủ yếu màu đỏ. Trong môi trường ánh sáng thấp, nơi mà hiện tượng thường xuyên hình thành nhất, một cầu vồng đơn sắc có thể để lại một hiệu ứng rất ấn tượng.